# Chelodina burrungandjii
Chelodina burrungandjii là một loài rùa trong họ Chelidae. Loài này được Thomson, Kennett & Georges, mô tả khoa học đầu tiên năm 2000.